# Diego Garcia
Pour les articles homonymes, voir Diego García et Garcia.
Diego Garcia est un atoll de l'archipel des Chagos, dans le territoire britannique de l'océan Indien, un territoire britannique d'outre-mer. La souveraineté britannique sur l'île est contestée par la république de Maurice à laquelle la Cour internationale de justice a donné raison en février 2019. Le 3 octobre 2024, le Royaume-Uni se plie à la décision et déclare qu'il va renoncer à l'ensemble de l'archipel des Chagos, dont Diego Garcia.
L'île principale de l'atoll, appelée elle aussi Diego Garcia, accueille une base militaire américaine que le Royaume-Uni lui loue, et qu'il va conserver après la rétrocession de l'archipel à Maurice. Les installations comprennent un aéroport, des hangars, des locaux techniques, des habitations et autres infrastructures civiles ainsi qu'un port en eaux profondes aménagé dans le lagon. La base de Diego Garcia sert de point d’appui stratégique, pour les opérations aériennes au Moyen-Orient.

## Géographie

### Localisation
Diego Garcia est situé dans le Nord de l'océan Indien, dans le Sud-Est de l'archipel des Chagos dont il constitue les terres émergées les plus méridionales,. Les autres atolls de l'archipel des Chagos les plus proches de Diego Garcia sont le banc Cauvin et le banc Great Chagos à une cinquantaine de kilomètres au nord,, ainsi que le banc Wight et le banc Pitt à environ 90 kilomètres à l'ouest. Les terres émergées les plus proches sont constituées des îles Egmont situées à 122 kilomètres en direction du nord-ouest, et le sous-continent indien se trouve à 1 792 kilomètres au nord-nord-est.

### Topographie

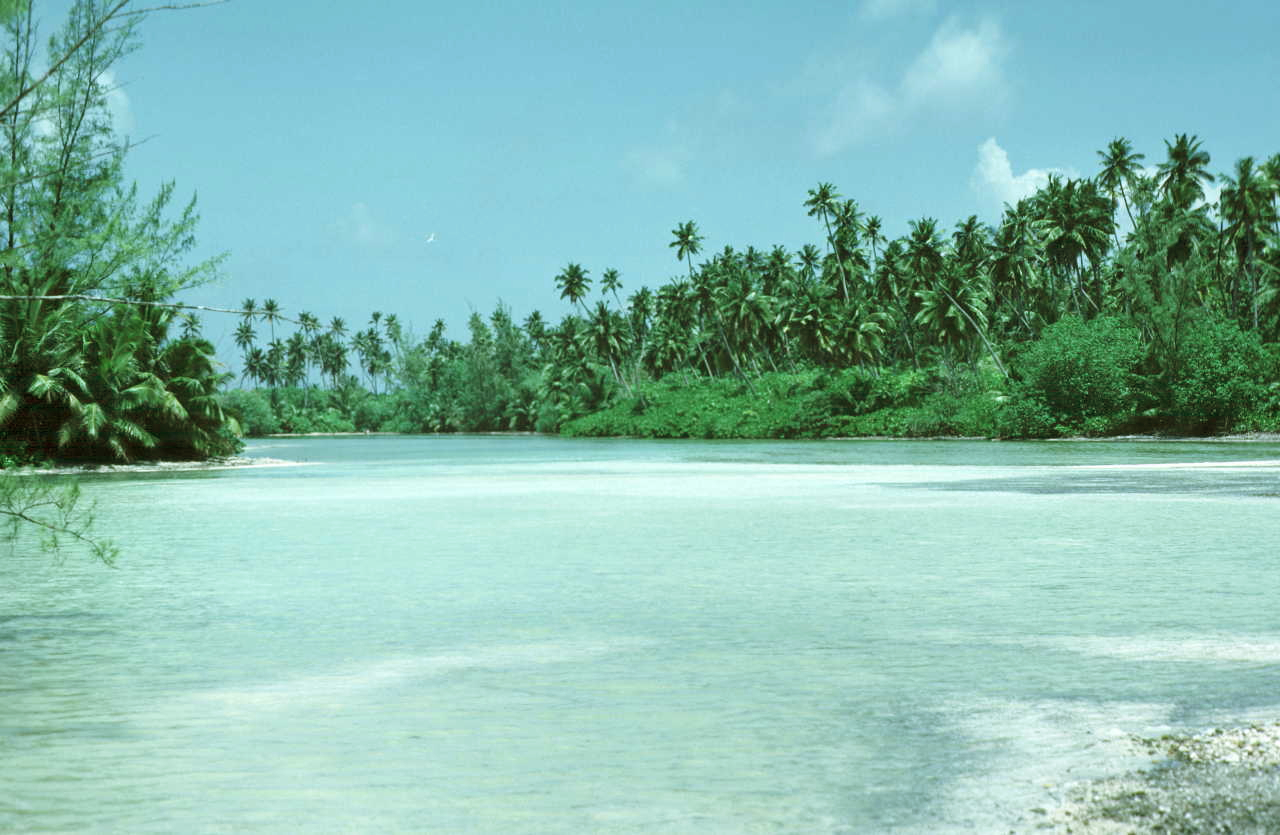
Vue d'une partie du lagon de Diego Garcia.

Diego Garcia est un atoll formé d'une île principale et de trois îlots. Les terres émergées mesurent 28 km2 de superficie, ce qui en fait le plus grand atoll de l'archipel des Chagos,, pour 44 km2 de superficie totale, lagon inclus,. L'atoll mesure environ 24 kilomètres de largeur pour environ 56 kilomètres de longueur. L'île principale est un étroit cordon sablonneux s'étirant en forme de fer à cheval dans l'ouest, le sud et l'est de l'atoll. Les trois autres îlots se trouvent dans le nord de l'atoll, au niveau des passes récifales. Celui du centre est entouré par le plus grand récif frangeant de l'atoll.
Le point culminant de l'archipel des Chagos se trouve sur Diego Garcia avec une altitude de quinze mètres. Ce relief, bien que peu prononcé, tranche avec la majorité de l'île et le reste de l'archipel dont l'élévation ne dépasse généralement pas deux mètres au-dessus du niveau de la mer,,.
Le lagon de l'atoll mesure 21 kilomètres de longueur, 11 kilomètres de largeur au maximum pour une trentaine de mètres de profondeur,. Il communique avec la pleine mer dans le nord de l'atoll au niveau de trois passes, les deux plus grandes étant la passe Principale à l'ouest et la passe Barton à l'est. Ces trois passes sont délimitées par les deux extrémités de l'île de Diego Garcia et par trois îlots.
La partie occidentale de l'atoll est la plus urbanisée avec la présence des bureaux du territoire britannique de l'océan Indien, la base militaire américaine, les habitations, les bureaux de la réserve naturelle de l'archipel des Chagos et celui du contrôle des pêches[réf. nécessaire], etc. La partie orientale est quant à elle relativement préservée grâce à son inclusion dans la réserve naturelle de l'archipel des Chagos[réf. nécessaire].

### Climat
Le climat de Diego Garcia est tropical,. Il est caractérisé par son humidité atmosphérique et ses températures modérées par les alizés. Les précipitations atteignent cependant environ 2 500 millimètres par an. En raison de sa proximité avec l'équateur, Diego Garcia n'est pas soumis au passage des cyclones tropicaux.

### Faune et flore

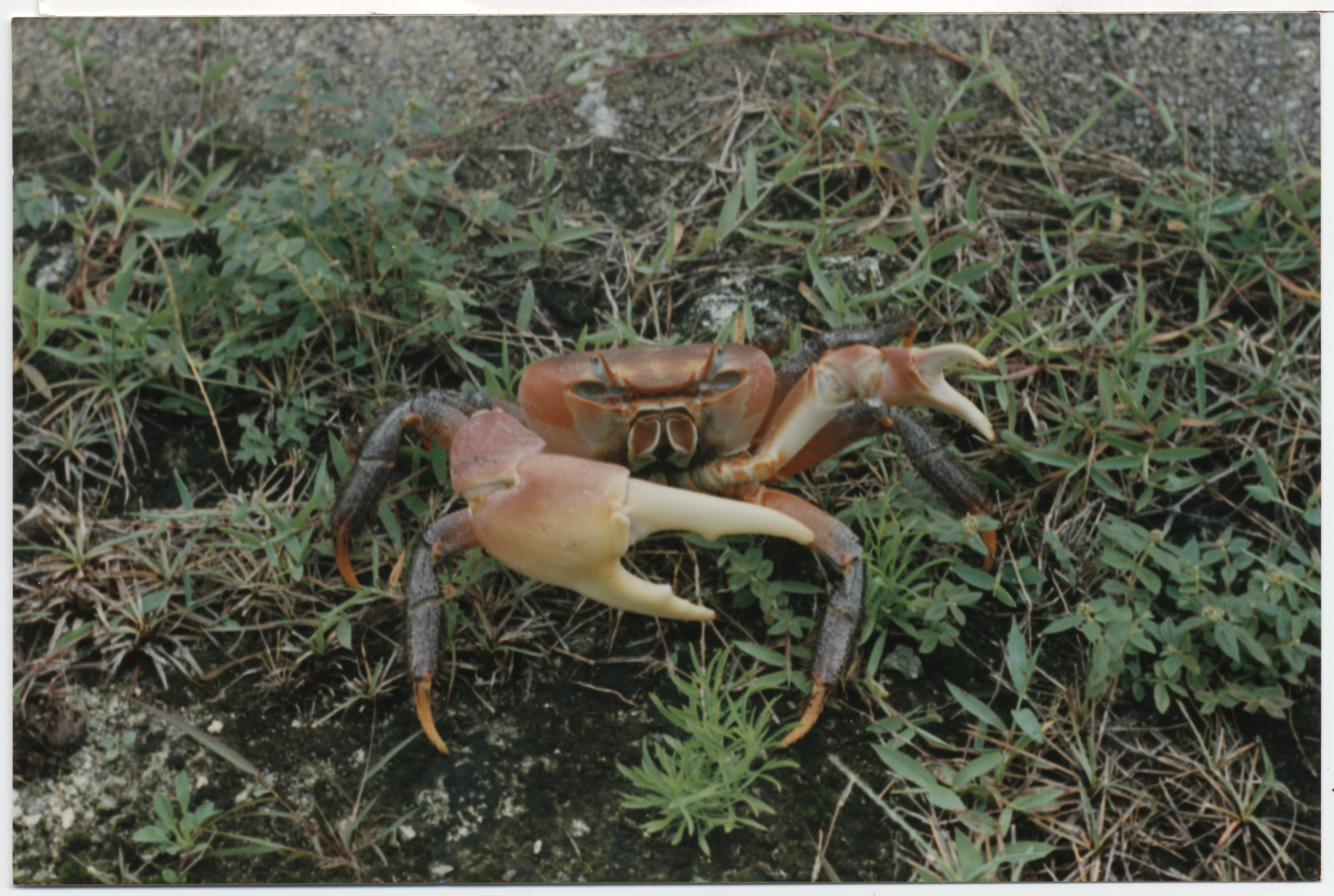
Crabe sur Diego Garcia.

Les premières observations botaniques de l'île sont réalisées par A. Hume en 1883. À cette époque, les cocoteraies sont exploitées depuis déjà un siècle. Des études et des collections subséquentes sont faites en 1885, 1905, 1939 et 1967 ; l'état de la végétation originelle est par conséquent inconnue ou de manière très fragmentaire.
La végétation de Diego Garcia est représentée par une forêt tropicale couvrant la totalité des terres émergées de l'atoll,. Cette-ci est essentiellement composée de cocotiers et de bois de fer. Cette forêt est le lieu de vie de crabes, dont des crabes de cocotier, de lézards, de geckos, d'insectes, d'oiseaux tropicaux ainsi que des poules et des ânes retournés à l'état sauvage. Des espèces invasives se rencontrent sur Diego Garcia telles le rat qui affectionne particulièrement les œufs d'oiseaux et de tortues marines ce qui provoque d'importants dégâts parmi ces populations animales.
La faune maritime est abondante avec plus de 700 espèces recensées qui bénéficient des eaux parmi les plus pures au monde. Ces espèces aquatiques se trouvent en grande majorité au niveau du récif corallien qui entoure l'atoll et qui compte parmi les récifs les plus sains du monde.
La loi britannique protège toute espèce animale et végétale, y compris marine à l'exception des espèces pélagiques, ce qui contribue à préserver les écosystèmes de Diego Garcia. Ainsi, la partie orientale de Diego Garcia et de ses fonds sous-marins qui n'est pas dévolue aux activités de la base militaire américaine constitue un site Ramsar, une convention protégeant les zones humides et aquatiques,,. Le Chagos Conservation Trust, un organisme chargé de la préservation des écosystèmes de l'archipel des Chagos, préconise l'extension des zones protégées à l'intégralité des atolls, y compris à Diego Garcia qui pourrait accueillir un centre scientifique.

## Histoire

### Découverte et colonisation

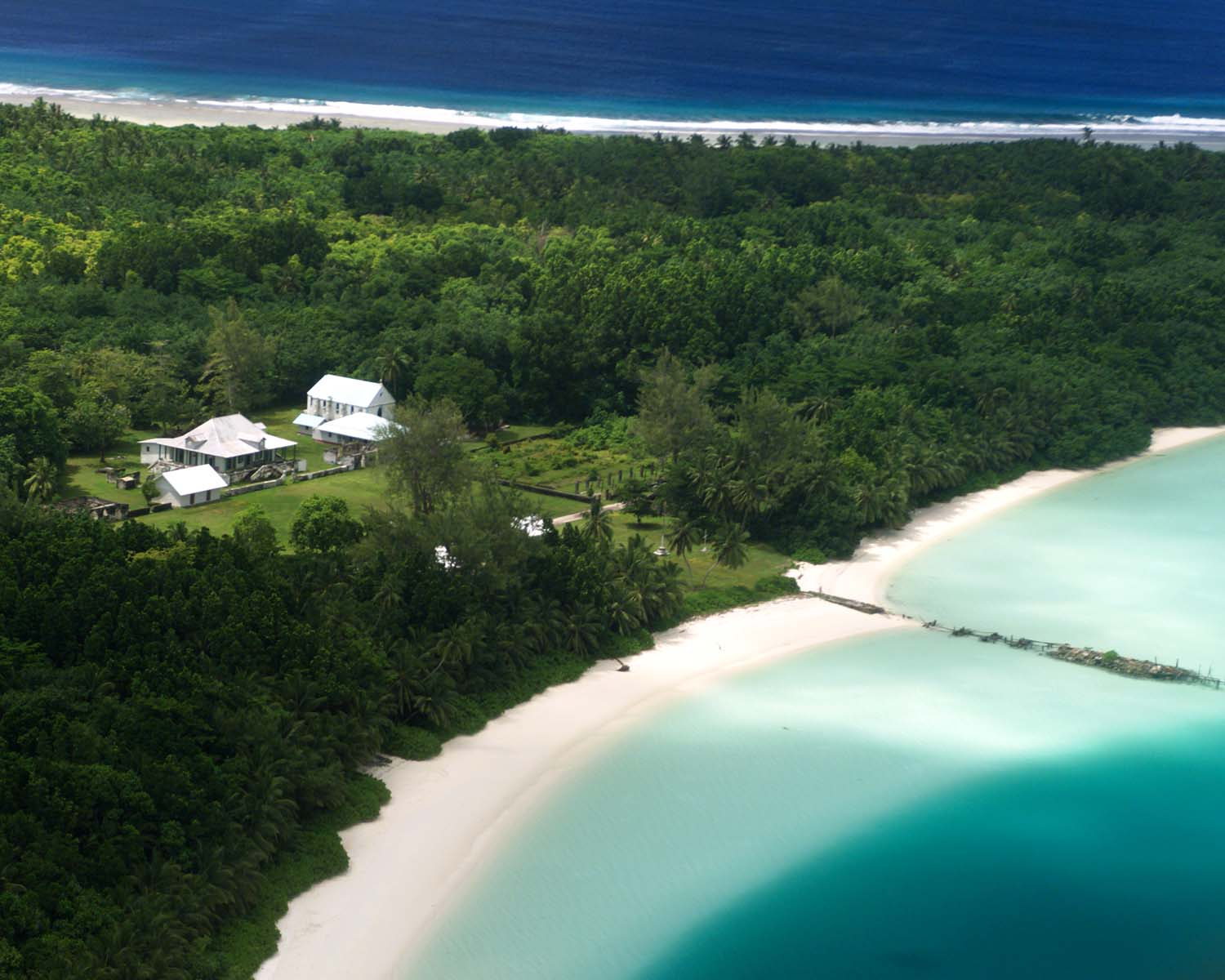
Vue aérienne d'une plantation de cocotiers à East Point.

Diego Garcia est découvert en 1512 par le navigateur portugais Pedro de Mascarenhas,, d'abord comme « Dom Garcia », en l'honneur de son patron, Dom Garcia de Noronha. Au début de cette année, il naviguait dans une flotte sous l'égide de Noronha, qui allait plus tard passer au troisième vice-roi de l'Inde (1538-1542). Toutefois, il est généralement admis que l'île a été nommée principalement en fonction de Diego García de Moguer, un Espagnol au service des Portugais qui, en 1544, a mené une expédition portugaise et a redécouvert l'archipel des Chagos. Il a donné son nom à la plus grande des îles. Il est mort sur le chemin du retour au milieu de l'océan Indien, au large de la côte sud-africaine,. L'ajout de « Diego » au nom de l'île peut aussi être le fait des Britanniques quand ils ont copié les cartes portugaises. En outre, une corruption de la déclaration Deo Gracias (« Dieu merci ») est une hypothèse possible. Les détails de la découverte ainsi que la véritable origine du nom n'ont pas encore été documentés.
L'atoll est alors inhabité et le reste jusqu'au XVIIIe siècle. Les Français qui colonisent l'archipel des Chagos amènent des Africains sur Diego Garcia pour les employer dans les cocoteraies afin d'en tirer du coprah et de l'huile de coco,. Au lendemain des guerres napoléoniennes, Diego Garcia passe aux mains des Britanniques dans le cadre du traité de Paris (1814). De 1881 à 1888, Diego Garcia a servi de station de ravitaillement en charbon pour les navires britanniques naviguant entre l'Europe et l'Australie à partir de l'ouverture du canal de Suez en 1869.
En 1965, Diego Garcia, de même que le reste de l'archipel des Chagos et quelques îles seychelloises, est intégré au territoire britannique de l'océan Indien nouvellement formé par le regroupement d'îles jusqu'alors dépendantes des colonies britanniques de Maurice et des Seychelles,. Cette création se fait avec l'accord de Maurice dans le cadre de sa future indépendance qui surviendra le 12 mars 1968. Néanmoins, Maurice change son point de vue et réclame depuis cette date la souveraineté sur l'archipel des Chagos.
En 1971, les Chagossiens de Diego Garcia et les habitants des autres îles du territoire britannique de l'océan Indien sont déportés par le Royaume-Uni, à la demande des États-Unis, vers les Seychelles et Maurice dans le cadre du développement des activités militaires dans l'atoll,. Depuis, Diego Garcia ne compte plus de population indigène. Certains des anciens habitants de l'atoll y sont toutefois revenus en tant que visiteurs en avril 2006 mais sans possibilité de retourner y vivre. Les Chagossiens continuent de réclamer un droit au retour sur Diego Garcia et, malgré plusieurs décisions favorables des cours de justice britanniques, le gouvernement du Royaume-Uni utilise des pouvoirs spéciaux pour empêcher leur retour.

### Développement des activités militaires

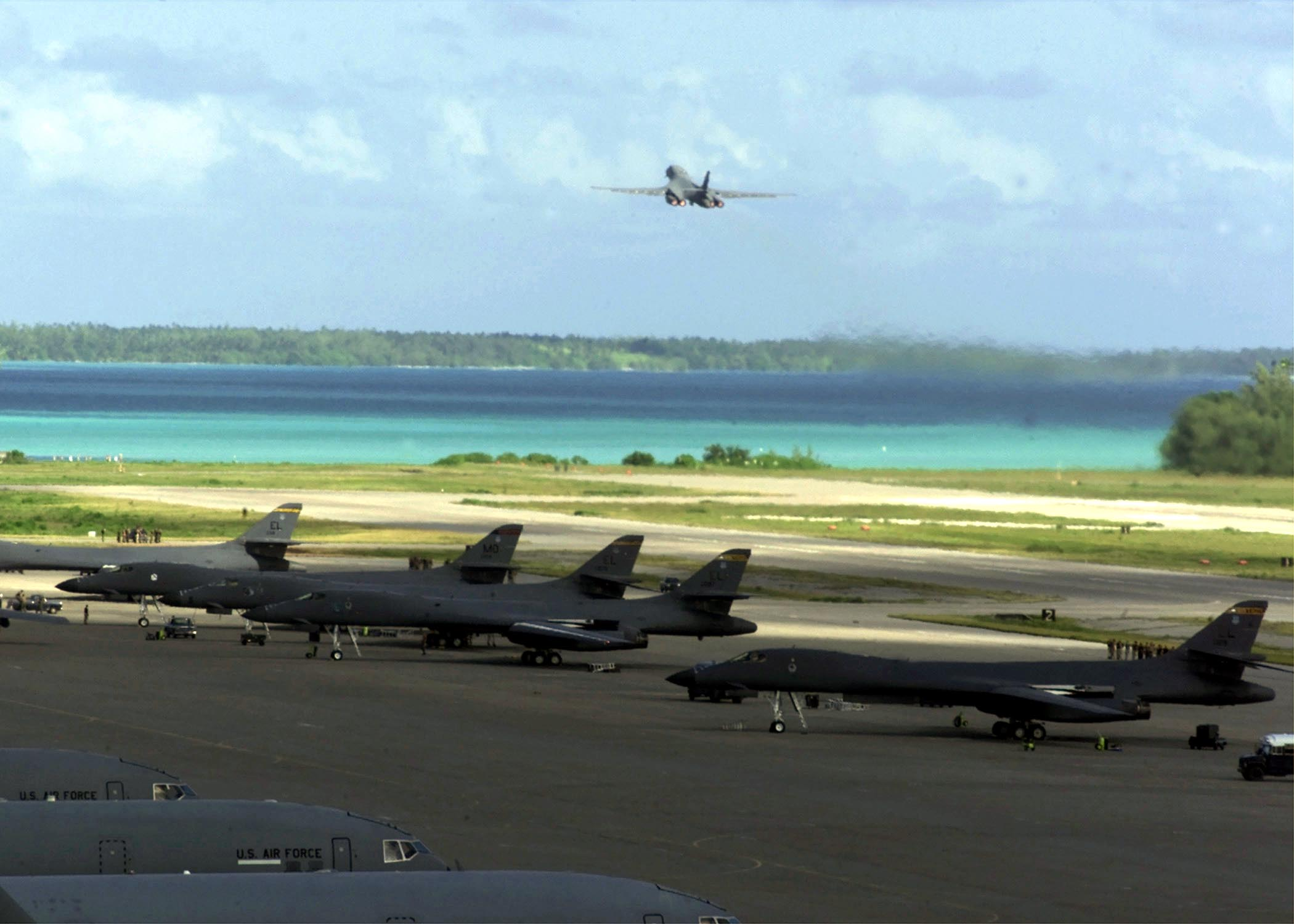
Rockwell B-1 Lancer sur la piste de la base militaire en 2001.

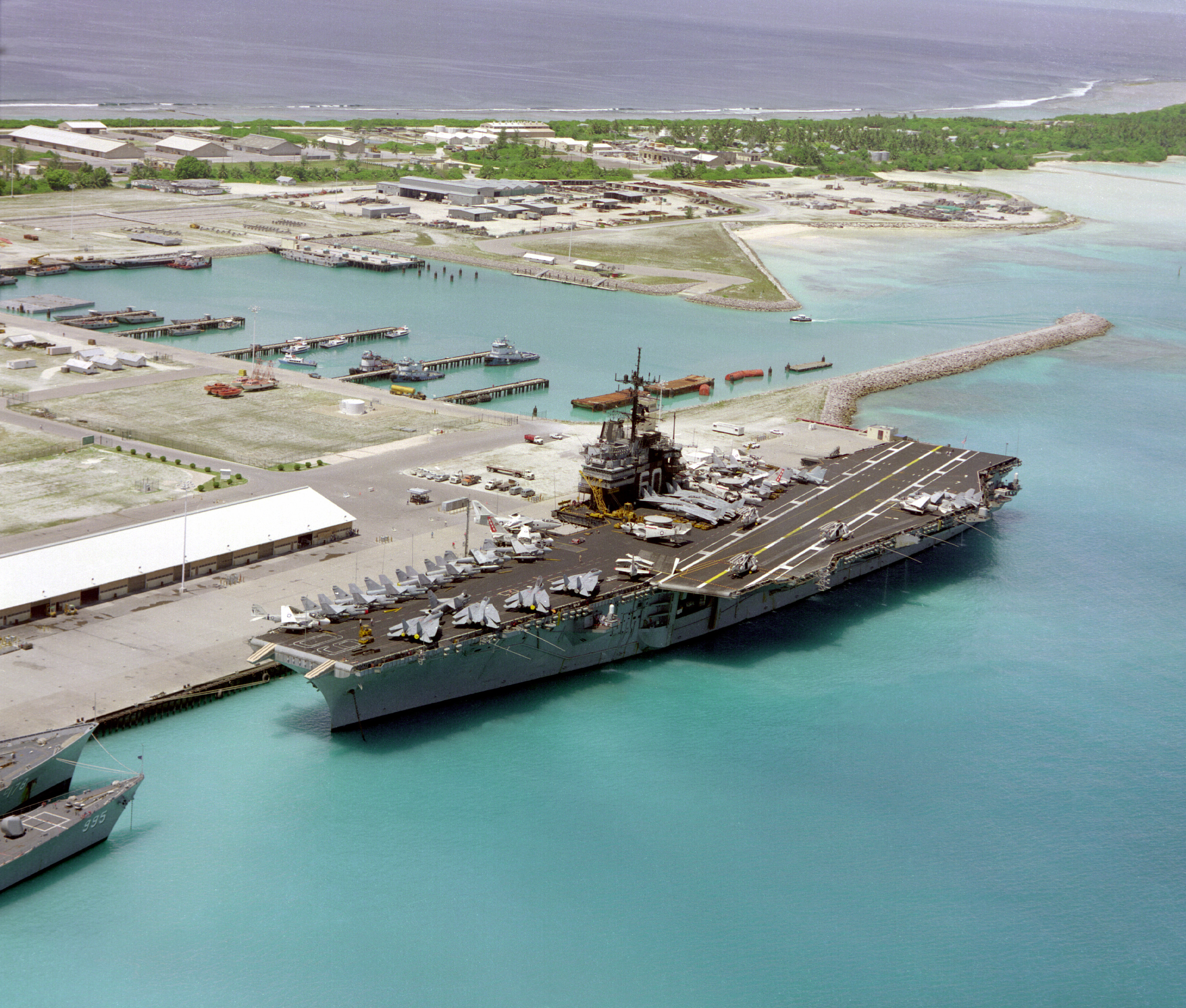
Vue aérienne montrant le porte-avions accosté dans le port en décembre 1985. Il s'agit du premier navire de ce type à faire escale dans la nouvelle base navale.

Diego Garcia occupe une position stratégique dans le centre de l'océan Indien remarquée dès le XIXe siècle par le Royaume-Uni et dans les années 1950 par les États-Unis[réf. souhaitée]. En effet, l'atoll est situé à 2 000 kilomètres de l'Inde, à 3 500 kilomètres des côtes orientales de l'Afrique et de l'Indonésie, à 4 500 kilomètres du golfe Persique et à 5 000 kilomètres des côtes occidentales de l'Australie. Il est situé au croisement des routes maritimes reliant l'Extrême-Orient à l'Europe aussi bien via le canal de Suez que par le cap de Bonne-Espérance et les pétroliers sortant du golfe Persique croisent au large de Diego Garcia quelle que soit leur destination et notamment en direction de l'Asie.
L'apparition de la guerre froide et l'accroissement de la présence soviétique dans des pays riverains de l'océan Indien conduisent les États-Unis à rechercher une base d'opérations, notamment avec la perte de l'allié iranien. L'installation de structures militaires sur Diego Garcia est accordée par les Britanniques aux Américains pour cinquante ans à la suite de discussions conclues en 1966 avec un renouvellement optionnel d'une durée de vingt ans ce qui porte son expiration à 2036. La construction de la base militaire débute en janvier 1971 lorsque des Seabees, une unité de génie militaire de l'armée des États-Unis, sont débarqués sur Diego Garcia.
Le gouvernement américain ayant exigé au cours des négociations un « contrôle exclusif », le gouvernement britannique entreprend d'expulser peu à peu les Chagossiens, habitants autochtones de l'archipel : interdiction de retour après un voyage, restriction de l'approvisionnement en nourriture et en médicaments, empoisonnement et gazage de tous les chiens, etc. En 1973, les derniers habitants sont déportés par cargo vers les Seychelles et Maurice.
Lorsque la guerre froide cesse, la base militaire de Diego Garcia trouve de nouveaux objectifs militaires et stratégiques avec la guerre du Golfe en 1991, les opérations contre les Talibans en Afghanistan à partir de 2001 et la guerre d'Irak en 2003. L'île accueille en effet une base aérienne pouvant accueillir des bombardiers furtifs Northrop B-2 Spirit pour des escales techniques grâce à des hangars démontables pressurisés. Avec la montée du terrorisme islamiste, les États-Unis souhaitent renforcer leurs moyens d'action à Diego Garcia. Dans cette optique, l'United States Navy déclare en décembre 2009 vouloir installer un port flottant qui pourrait accueillir jusqu'à quatre sous-marins nucléaires lanceurs de missiles de croisière.
Cette installation reste modeste par rapport aux autres bases navales américaines avec, en 2011, moins de 300 militaires et cinq navires de soutien déployés en permanence.
Le 26 décembre 2004, la partie centrale de l'océan Indien est parcourue par un tsunami parti des côtes indonésiennes en raison du tremblement de terre survenu à Sumatra. Néanmoins, Diego Garcia n'est pas touché par les vagues contrairement aux Maldives situées plus au nord. La fosse des Chagos située à l'est en direction de la source des vagues et profonde de 5 000 mètres aurait absorbé une partie de l'énergie du tsunami qui s'est mué en une marée de deux mètres de hauteur qui a contourné l'atoll au lieu de concentrer son énergie sur lui.
En juin 2025, dans le contexte de la montée en intensité de la guerre Israël–Iran, les États-Unis renforcent leurs capacités militaires aériennes à Diego Garcia en vue d'un éventuel appui à Israël. La base militaire américaine située sur cette île avait déjà été agrandie après la révolution iranienne de 1979 qui faisait de l'Iran un nouvel ennemi des États-Unis dans la région.
Le 25 juin 2025, les pairs de la chambres des lord, ont conclu que le gouvernement « ne peut ignorer » le risque d'une « décision défavorable » mettant en péril le droit de la Grande-Bretagne, à gérer une base commune américaine, et britannique.

## Présences et activités humaines

### Démographie et économie
Diego Garcia est le seul atoll de l'archipel des Chagos à être habité. En novembre 2004, 4 000 personnes, essentiellement des militaires britanniques et américains, vivent de manière plus ou moins permanente sur l'atoll. Les civils sont représentés par des Britanniques, des Américains, des Mauriciens et des Philippins. Ces derniers sont employés par l'administration britannique pour le développement des installations militaires et pour assurer des services divers. L'accès à Diego Garcia est restreint, que ce soit pour les civils ou les militaires et ces derniers ne peuvent se trouver en même temps sur l'île lorsqu'ils sont en couple.
Hormis la base militaire, la seule autre activité économique sur Diego Garcia est la vente de licences de pêche et l'émission de timbres postaux. Elle dispose également d'une station de contrôle du signal GPS (MS Monitor Station) dont le but est d’enregistrer les signaux émis par les satellites et effectuer des mesures météorologiques[réf. nécessaire].

### Administration

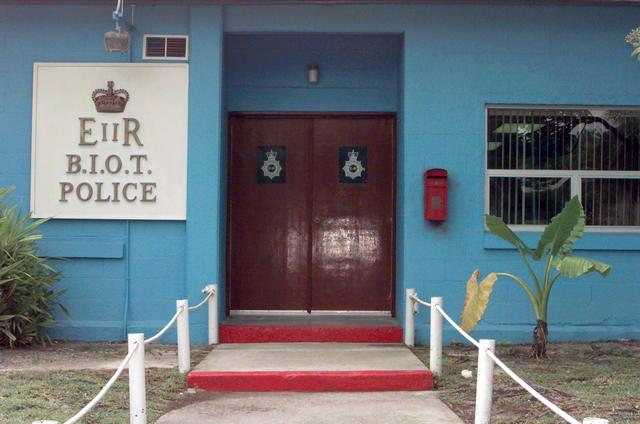
Bureaux de la police du Territoire britannique de l'océan Indien.

Malgré la présence américaine, la loi applicable sur Diego Garcia est celle du Royaume-Uni, l'île faisant partie du territoire britannique de l'océan Indien. Le commissionnaire et l'administrateur de ce territoire résident au Royaume-Uni mais sont représentés sur Diego Garcia par un officier,.
La seule raison d'être d'une présence humaine dans l'atoll étant constitué par la base militaire, celle-ci fournit certains services à l'administration du territoire britannique de l'océan Indien telle que la production d'électricité, les communications téléphoniques, la connexion à internet, etc. De plus, la livre sterling est officiellement en usage mais le dollar américain est aussi en circulation. Les services britanniques ont néanmoins en charge la radiodiffusion, la gestion du domaine internet .io, la télévision avec une chaîne interne à l'atoll et la sécurité, assurée par les Royal Overseas Police Officers.
Le 22 juin 2017, l'Assemblée générale des Nations unies (94 voix pour, 15 contre et 65 abstentions) a demandé à la Cour internationale de justice de rendre un avis consultatif portant sur le respect, par le Royaume-Uni, des règles pertinentes du droit international lors du processus de décolonisation. La Résolution interroge également la Cour sur les conséquences juridiques de la séparation de l'archipel de Maurice en 1965 et du maintien de l'archipel sous administration britannique. L'analyse du vote révèle un soutien des pays majeurs du Sud (Afrique du Sud, Algérie, Cuba, Égypte, Inde, Nigeria, Philippines, Vietnam, etc) à Maurice, alors que l'opposition provient des proches alliés des États-Unis et du Royaume-Uni (Australie, Israël, Japon, France, etc). En septembre 2018, Maurice a porté l'affaire devant la Cour internationale de justice pour obtenir un avis consultatif contre les objections britanniques. En 2016, les autorités britanniques reconduisent pour 20 ans le prêt de l'île de Diego Garcia aux États-Unis.
Le 25 février 2019, dans un avis consultatif, la Cour internationale de justice estime que le Royaume-Uni a « illicitement » séparé l’archipel des Chagos de Maurice après son indépendance en 1968,.
L'Assemblée générale des Nations unies adopte le 22 mai 2019 une résolution exigeant du Royaume-Uni la restitution dans les six mois de l'archipel des Chagos à la République mauricienne, ce qui permettrait aux Chagossiens de retrouver leurs terres. 
Le 15 janvier 2020, Pravind Jugnauth, premier ministre de Maurice, était à Londres pour assister à un sommet sur les investissements du Royaume-Uni en Afrique. Il s'est entretenu avec les chefs des gouvernements de l'Afrique du Sud, du Kenya, de la Côte d'Ivoire et du Mozambique. Il a indiqué que « Port-Louis étudiait la possibilité d’entamer des poursuites contre des responsables britanniques devant la Cour pénale internationale pour crime contre l’humanité. »
Le 25 mai 2020, la nouvelle carte publiée par l'ONU fait apparaître l'archipel des Chagos comme territoire mauricien.
La Chambre spéciale du Tribunal international du droit de la mer des Nations unies a conclu dans son arrêt du 28 janvier 2021 que la revendication de souveraineté par le Royaume-Uni sur l’archipel des Chagos va à l’encontre des conclusions faisant autorité formulées dans l’avis consultatif de l’Assemblée générale de l'ONU (résolution 73/295).
Le 3 octobre 2024, le Premier ministre britannique Keir Starmer et le Premier ministre mauricien Pravind Jugnauth annoncent conjointement qu'un accord avait été conclu en vertu duquel le Royaume-Uni allait céder sa souveraineté sur le territoire, mais que la base militaire de Diégo Garcia resterait en place pendant au moins quatre-vingt-dix-neuf ans,. Aucun débat sur l'accord n'a eu lieu au Parlement du Royaume-Uni, et l'accord a attiré les critiques de politiciens de l'opposition de premier plan tels que James Cleverly, qui, en tant que ministre des Affaires étrangères, avait pourtant initié les pourparlers. Les Chagossiens, chassés lors de la militarisation dans les années 1960-1970, se plaignent aussi de ne pas avoir été consultés.
En mai 2025, Clide Baldwin le conseiller juridique de l'Organisation non gouvernementale dénonce le traité comme infondées, qui ne met pas fin, à l'accaparement, par le Royaume-Uni et des États-Unis, de l'île de Diego Garcia.
Le secrétaire d'État américain Marco Rubio salue l'accord entre le Royaume-Uni et Maurice sur l'avenir du territoire britannique de l'océan Indien, puisque l'accord garantit le fonctionnement à long terme de l'installation militaire conjointe américano-britannique de Diego Garcia.
Les militants chagossiens ont soumis en juin 2025, une communication juridique au Comité des droits de l'homme des Nations Unies, contestant la légitimité de l'accord entre le Royaume-Uni et Maurice, arguant qu'il a été négocié sans leur consentement et qu'il perpétue des injustices historiques.

### Base militaire

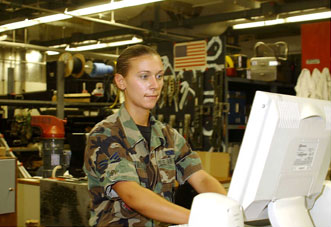
Militaire américaine à Diego Garcia.

Les objectifs militaires de la base aéronavale (en) américaine de Diego Garcia sont d'apporter un soutien logistique aux opérations militaires des pays du pourtour de l'océan Indien où les États-Unis sont engagés avec, entre autres, des stocks de matériel embarqués à bord de cargos ayant l'île comme port d'attache dénommé Army Prepositioned Stocks 3. Dans cette région du monde qui inclut aussi le Proche et le Moyen-Orient, Diego Garcia constitue ainsi le « fer de lance » de l'armée américaine. Occasionnellement, une flotte de bombardiers dont des B-2 est basée sur Diego Garcia qui est utilisée comme base de départ de raids de bombardement durant la guerre du Golfe de 1991, la guerre d'Afghanistan de 2001 et la guerre d'Irak de 2003. Une des stations GEODSS de surveillance des objets artificiels en orbite est ouverte en 1987.
Une station de transmissions du réseau Echelon est basée sur l'atoll ce qui constitue un atout majeur pour le United States Central Command.
Les autorités américaines sont suspectées d'utiliser les installations de la base comme centre de détention secret où l'on pratiquerait la détention arbitraire et la torture,,.
À la suite de la disparition du vol 370 Malaysia Airlines en 2014, une thèse suggère que l'avion aurait été abattu alors qu'il se dirigeait en direction de la base,.
Diego Garcia est l'un des deux seuls territoires britanniques où les véhicules roulent à droite (l'autre territoire étant Gibraltar).
D'après les conservateurs britannique, l'accord de restitution coûtera plus chers au contribuable britannique que prévu, par l'accord de restitution de l'archipel des Chagos à Maurice, pour la perpétuation de la bases militaires, après la retransmission de souveraineté à Maurice.